# 宽叶上树南星
宽叶上树南星（学名：Anadendrum latifolium）为天南星科上树南星属的植物。分布于越南、马来半岛以及中国大陆的云南省等地，生长于海拔100米至250米的地区，多生在疏林中阴地，目前尚未由人工引种栽培。